# Geyser d'Andernach

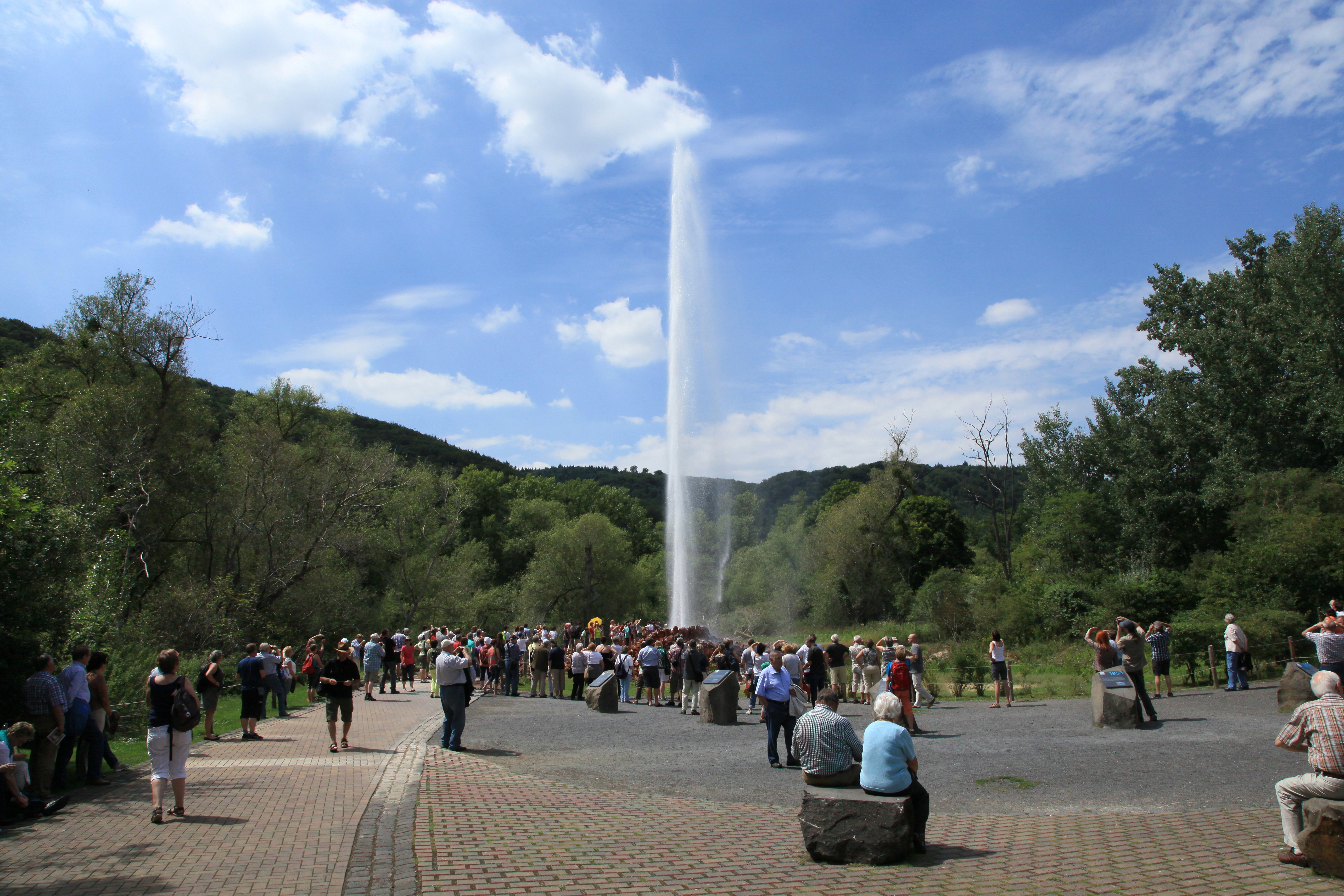
Geyser d'Andernach

Avec son jet d'une hauteur d'environ 50 à 60 mètres, le geyser d'Andernach (ancien nom : Namedyer Sprudel) est le plus haut geyser d'eau froide au monde. Il se situe sur le « Namedyer Werth », une presqu'île du Rhin, près de la ville d'Andernach dans l'arrondissement de Mayen-Coblence en Rhénanie-Palatinat. Le jet a jailli pour la première fois en 1903 suite à un forage.
Chaque éruption du geyser dure environ 8 minutes, et l'intervalle entre les éruptions est de 2 heures environ. L'énergie des éruptions est d'origine volcanique et provient du gaz carbonique naturel, qui remonte des chambres magmatiques, puis se libère brusquement comme dans une bouteille d'eau gazeuse après agitation.
Depuis 2006, le geyser est accessible aux touristes. Il constitue une des attractions du Vulkanpark (parc volcanique), faisant partie du parc géologique du lac de Laach Geopark Laacher See (de).
À 2,1 km au sud-est du geyser, se trouve le Centre de découverte sur les geysers d'Andernach. À partir de ce centre, partent régulièrement des mini-croisières vers le geyser. Le geyser d'Andernach est l'une des 15 « Merveilles entre Rhin et Moselle » (Meisterwerke zwischen Rhein und Mosel).

## Histoire
Après l'apparition de bulles de gaz à la surface de l'ancien bras du Rhin, un forage est réalisé sur la presqu'île du Rhin « Namedyer Werth » en 1903. Ce forage d'une profondeur de 343 mètres avait pour but d'exploiter le dioxyde de carbone pour la fabrication d'eau minérale gazeuse. Il en résultait un impressionnant jet d'eau qui jaillissait alors pour la première fois à une hauteur de 40 mètres.
Le geyser, ainsi que l'eau minérale qu'il produisait, était alors appelé « Namedyer Sprudel ». Par la suite, l'eau était mise en bouteilles et commercialisée, puis le site est devenu rapidement une curiosité touristique. La « haute fontaine » était le symbole du Namedyer Werth pendant des années.
L'installation s'étant dégradée au fil des années, l'activité commerciale et touristique a cessé en 1957. Dans le cadre de l'extension de la proche route fédérale 9, le puits de forage a finalement été fermé en 1967. Des plans de réactivation du site existaient depuis les années 1990, mais se heurtaient à des exigences règlementaires très strictes, car le lieu se trouve dans un environnement naturel protégé depuis 1985.
En 1990, la presqu'ile devenait la propriété de la ville d'Andernach, et en 2001, un nouveau forage d'amorçage a été réalisé à travers une roche perméable aux gaz, depuis un endroit en retrait de la route. Déjà au premier essai, le jet jaillissait à nouveau sur une hauteur de 40 mètres. Compte tenu de l'importance primordiale attribuée à la sécurité, le puits a été équipé d'une plaque coulissante de sécurité et de fermeture.
L'association allemande pour la protection de la nature et de l'environnement BUND introduisait un recours en justice auprès du tribunal administratif (Oberverwaltungsgericht) de Rhénanie-Palatinat pour empêcher le développement et une exploitation touristique du site. En 2005, le BUND et la ville d'Andernach sont finalement tombés d'accord pour que le geyser puisse jaillir et être visité par des touristes, dans un respect strict de la nature et de l'environnement.
L'eau du geyser provient d'un puits d'une profondeur de 350 mètres. Des éruptions régulières peuvent à nouveau être observées depuis le 7 juillet 2006. Pour des raisons de sécurité, le jet d'eau est fermé par la plaque coulissante en dehors des heures de visite.

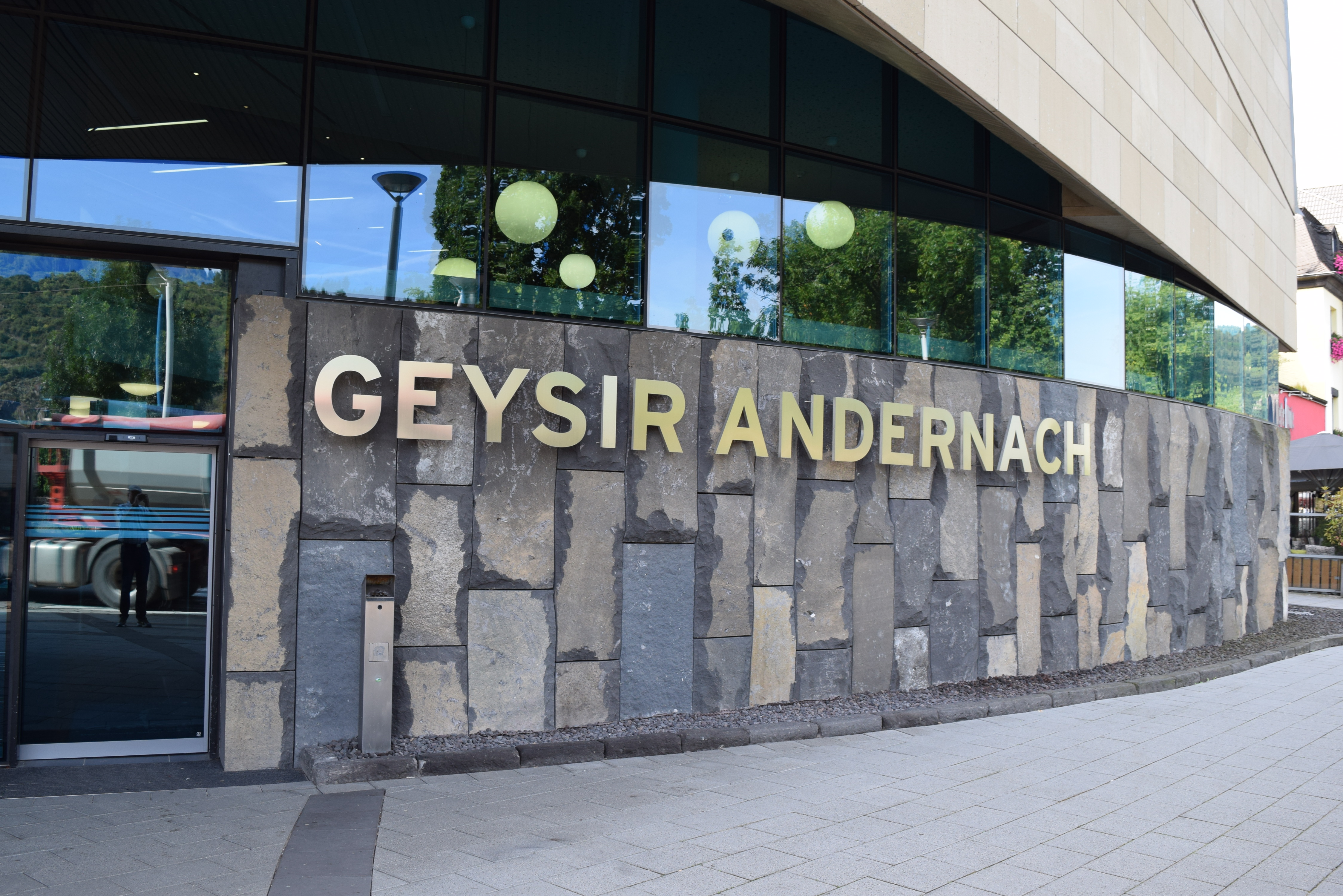
Centre de découverte sur les geysers à Andernach

Jusqu'en 2008, l'accès à la réserve naturelle et au geyser n'était possible que par quelques visites guidées en bateau, et seulement pendant quelques week-ends de la période estivale. Depuis le 29 mai 2009, l'ouverture du nouveau centre de découverte des geysers à Andernach et la mise en service du bateau de croisière fluvial, baptisée « Namedy » ont permis d'offrir des tours réguliers vers la presqu'ile et le geyser. Le centre de découverte des geysers est apprécié pour les informations claires qu'il fournit aux visiteurs de tout âge. Ce centre d'informations et le geyser même peuvent être visités généralement de fin mars à fin octobre.
Le 9 novembre 2008, le geyser d'Andernach a officiellement été inscrit dans le Livre Guinness des records comme le plus haut geyser d'eau froide au monde. 
D'après Ralf Schunk, directeur du centre de découverte des geysers d'Andernach, environ 115 000 personnes ont visité le geyser de janvier à octobre en 2013.

## Fonctionnement
Dans le sol de la région, il existe de nombreuses perturbations géologiques résultant du passé volcanique de l'Eifel. Ce sont les innombrables fractures dans la roche qui permettent au dioxyde de carbone de remonter depuis des couches profondes. Ce CO2 provient des chambres magmatiques qui ont jadis alimenté les volcans de l'Eifel. L'activité magmatique, bien que réduite aujourd'hui, est toujours présente. Dans des régions volcaniques passives, comme l'Eifel, cela se manifeste souvent par le développement de sources de dioxyde de carbone (CO2), appelées mofettes, qui peuvent entraîner la formation de geysers d'eau froide. Ainsi, dans l'Eifel volcanique, le Wallender Born (de) est un autre geyser à eau froide, bien que de dimensions plus réduites.
Pour le geyser à eau froide d'Andernach, le dioxyde de carbone issu des profondeurs du sous-sol se présente sous forme dissoute dans l'eau de la nappe phréatique accedée grâce à un puits de forage d'une profondeur de 350 mètres. Le puits se remplit peu à peu d'eau jusqu'à arriver en haut. La pression hydrostatique au fond du puits atteint alors 35 bars du fait du poids de l'eau. Au fur et à mesure que l'eau remonte dans le puits, le volume (V) des bulles de gaz augmente car la pression (P) diminue (PV = constante; loi de Boyle-Mariotte), et le dégazage du CO2 s'amplifie. L'eau continuant d'arriver depuis la nappe phréatique et la moindre densité de l'émulsion eau/gaz diminuant le poids de la colonne d'eau et la pression hydrostatique résultante (P = ρgh, où ρ est la masse volumique du fluide, g l'accélération de la pesanteur terrestre (9.81 m·s–2), et h la hauteur de la colonne d'eau), l'eau est chassée violemment hors du puits comme par effet d'airlift. La chute de la pression diminue également la solubilité du CO2 dissout dans l'eau (Loi de Henry : [CO2] = kP, où k est la constante de Henry et P la pression), ce qui favorise la formation d'encore plus de bulles de CO2, qui continuent à enfler en volume en remontant dans le puits. Le débit du jet expulsé par le geyser s'accélère. L'effet de boule de neige ainsi amorcé s'emballe considérablement. Les bulles de gaz remontant rapidement dans le puits ne peuvent s'échapper que vers le haut. La colonne d'eau est ainsi éjectée et le geyser surgit !
La durée d'une éruption est de presque 8 minutes, et la hauteur du jet atteint environ 60 mètres, s'il n'y a pas de vent. Une fois l'éruption terminée, le puits se remplit progressivement, et le processus se répète à nouveau après environ 2 heures.
Le principe de fonctionnement du geyser d'Andernach ressemble quelque peu à celui d'une bouteille d'eau gazeuse que l'on agite avant de l'ouvrir. Les geysers d'eau chaude, comme ceux d'Islande ou du parc national de Yellowstone, quant à eux, projettent de l'eau bouillante qui a été chauffée par le magma, puis expulsée vers la surface à travers des cheminées volcaniques naturelles.